# Lakmé
Lakmé é uma ópera em três atos de Léo Delibes, que estreou em 14 de abril de 1883, em Paris. A ópera passa-se na Índia, durante o período do domínio Britânico
À época havia interesses por óperas exóticas como Madama Butterfly e Turandot de Giacomo Puccini, Aïda e Nabucco de Giuseppe Verdi, Les pêcheurs de perles de Georges Bizet, L'italiana in Algeri de Gioacchino Rossini, entre outras óperas, mesmo que em épocas diferentes, sempre na busca pelo exótico, como era característico da ópera romântica e pós-romântica.

## Personagens
| Lakmé, (Sacerdotisa indiana)                                            | soprano       |
| Nilakantha, (Pai de Lakmé, é contra o amor de sua filha com Gerald)     | baixo         |
| Gerald, (Oficial inglês e que quando vê Lakmé logo se apaixona por ela) | tenor         |
| Mallika, (Serva de Lakmé)                                               | mezzo-soprano |
| Hadji, (Servo de Lakmé)                                                 | tenor         |
| Ellen, (Amiga de Gerald, e filha do governador)                         | soprano       |
| Frederick, (Oficial britânico)                                          | barítono      |
| Rose, (Amiga de Ellen)                                                  | mezzo-soprano |
| Miss Bentson, (Tutora de Ellen)                                         | mezzo-soprano |

## Sinopse

### Ato I
O primeiro ato se passa em um belo jardim, com os fiéis de Brahma, o deus dos hindus, onde Nilakantha faz uma reunião secreta, pois o culto aos deuses hindus foi proibido pelos britânicos. Sua filha Lakmé junto ao coro faz uma oração aos deuses Durga, Shiva e Ganesh. Então Nilakantha vai à cidade realizar seus afazeres para uma festa, deixando Lakmé aos cuidados de Hadji e Mallika. Então Lakmé junto às flores e Mallika preparando um banho para a sacerdotisa cantam o famoso dueto das flores. Para tomarem o banho pegam um barco e vão rio a frente com ele.
Soldados britânicos, rumo a conhecer os costumes inusitados dos indianos, entram no jardim, Frederik então adverte para que não toquem nas flores, pois elas podem ser venenosas. Ellen percebe belas joias e pergunta quem abandonaria aquelas preciosidades em cima de um banco. Gerald, deixando seu bom-senso de lado, diz que irá desenhá-las. todos saem e Gerald pensa que mulher usaria tão belas joias. Voltam Lakmé e Mallika, e elas vão passivamente andando. Então Mallika pergunta porque é que Lakmé não está feliz e Lákme diz: "as flores são mais belas". Lakmé vê Gerald e grita, os servos aparecem e Lakmé diz que não foi nada e pede que eles chamem seu pai.
Num ambiente separado está Lakmé e Gerald e ele está fascinado com Lakmé, e pede para ficar, Lakmé diz que não e pede para que ele se vá, então aparece Nilakantha, que não vê Gerald, mas ao saber que sua casa foi violada, diz que agora tem mais ódio pela Inglaterra e seu povo.

### Ato II
O segundo ato passa-se em uma praça da cidade, perto da casa de Nilakantha, onde está a feira e muitos indianos e britânicos… Miss Bentson é roubada. Toca-se a campainha, anunciando que irá começar a festa religiosa.
Aparece Gerald e Ellen, agora sua noiva, e Frederik alerta que há ordens de que na manhã seguinte deverão perseguir os rebeldes e então sair do regimento.
Surge Lakmé e seu pai, caracterizados de mendigos, em busca do inglês que violou sua casa. Lakmé tenta proteger Gerald dizendo que ela não sabia o que fez. Nilakantha não ouve as súplicas de sua filha e pede para que ela cante a história de uma filha de Brahma, que socorre um inglês, ninguém aparece, então Nilakantha insiste, mas quando Lakmé vê Gerald ela desmaia nos braços do pai. O pai jura se vingar dos ingleses, e sai. Lakmé pede a Hadji para que ele prepare tudo para ela e Gerald irem para uma cabana. Então aparece Nilakatha, que apunhala Gerald. Nilakantha sai pensando que o matou, mas Lakmé nota que ele está apenas ferido, e leva-o para sua cabana, mesmo sabendo que ele estava noivo.

### Ato III
Já no bosque Lakmé cuida de seu amado, e ao notar de que seu pai está vindo, prepara um pão de ervas venenosas para morrer, para que assim ela e Gerald sejam santificados. Ao chegar ao bosque, Nilakantha sabe que sua filha virou uma deusa, e que não pode matar Gerald.